# Partynice

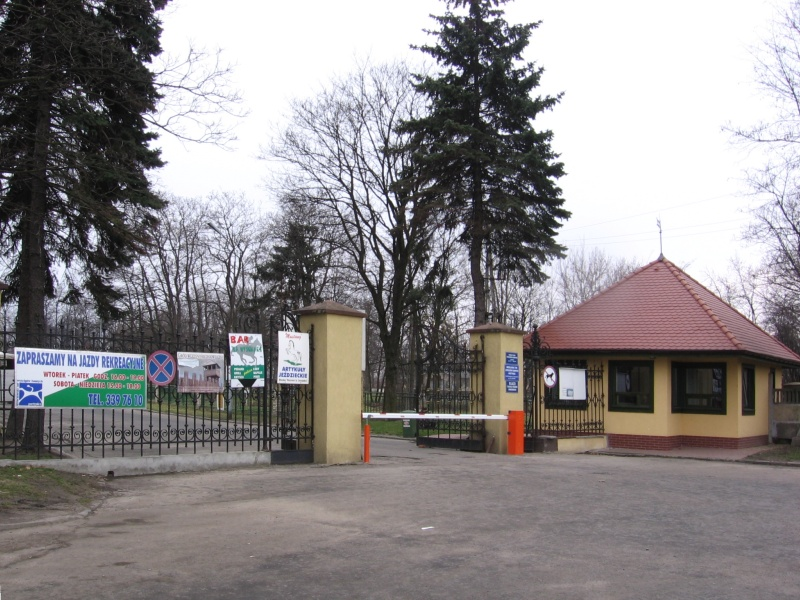
Partynice – brama wjazdowa na teren wyścigów konnych

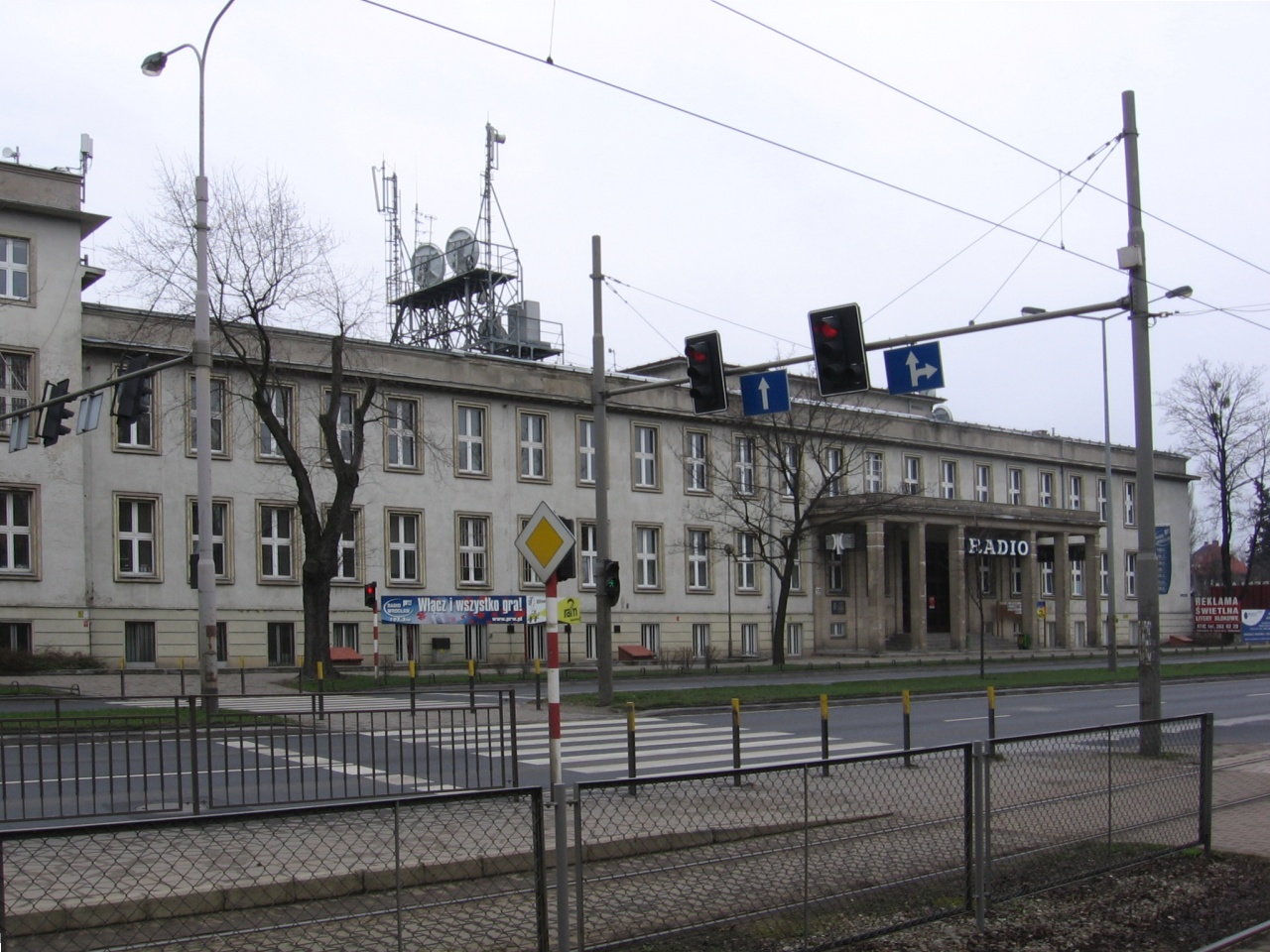
rozgłośnia Polskiego Radia przy ul.Karkonoskiej

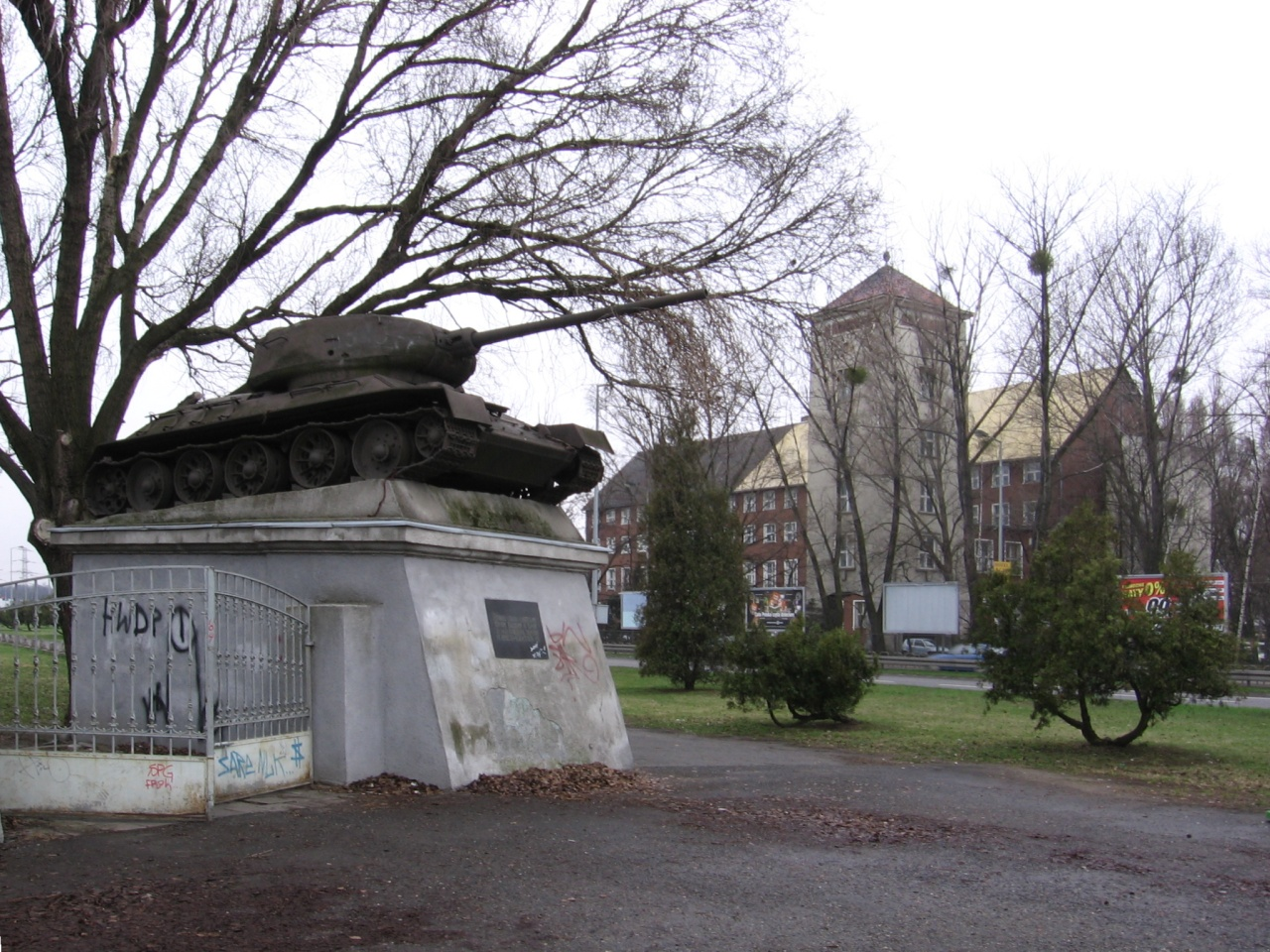
Czołg T-34 obok bramy na cmentarz oficerów radzieckich poległych w 1945, w głębi byłe koszary

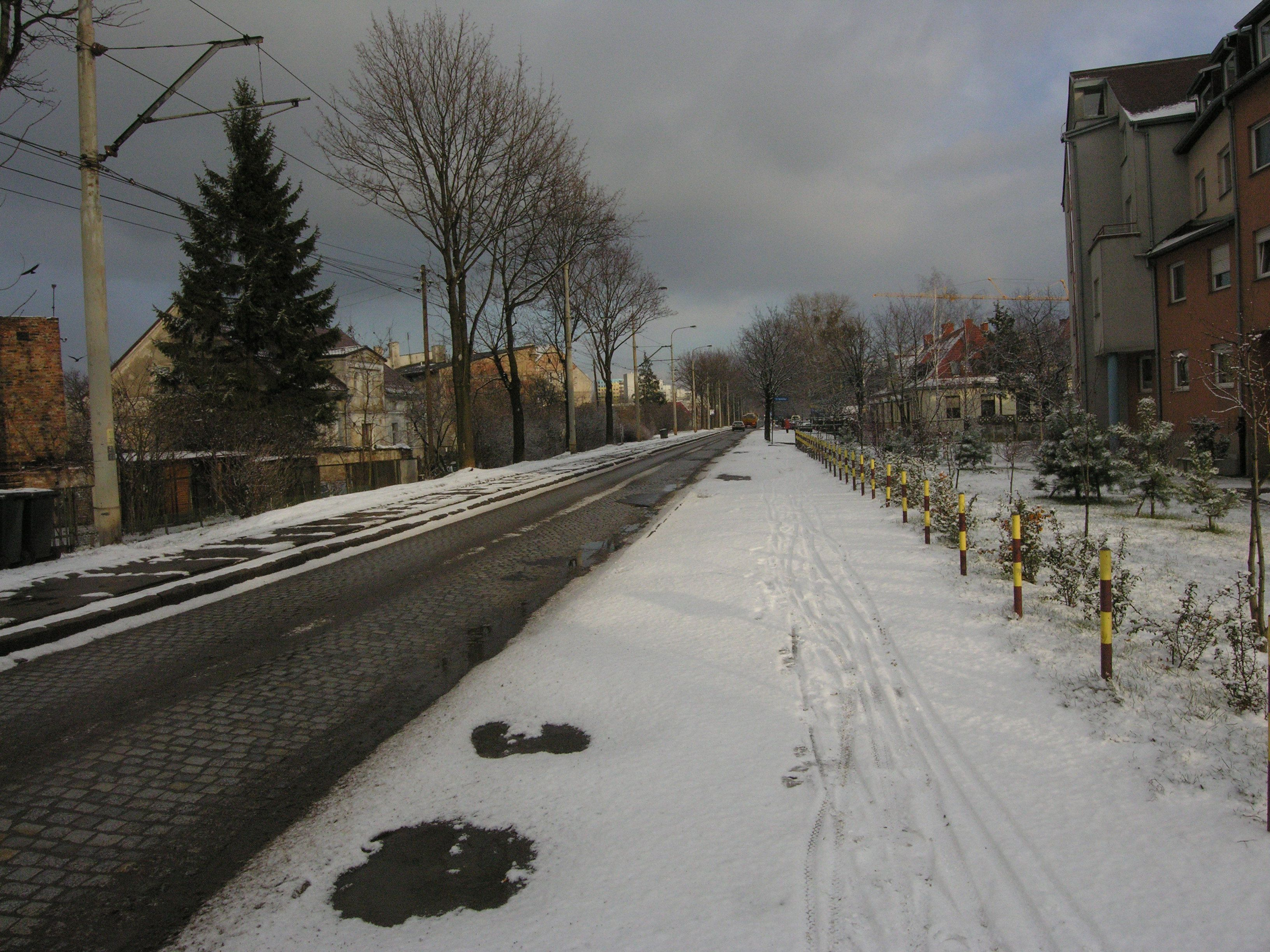
Partynice, ul. Przyjaźni – stan przed gruntowną przebudową ulicy w latach 2013-2014

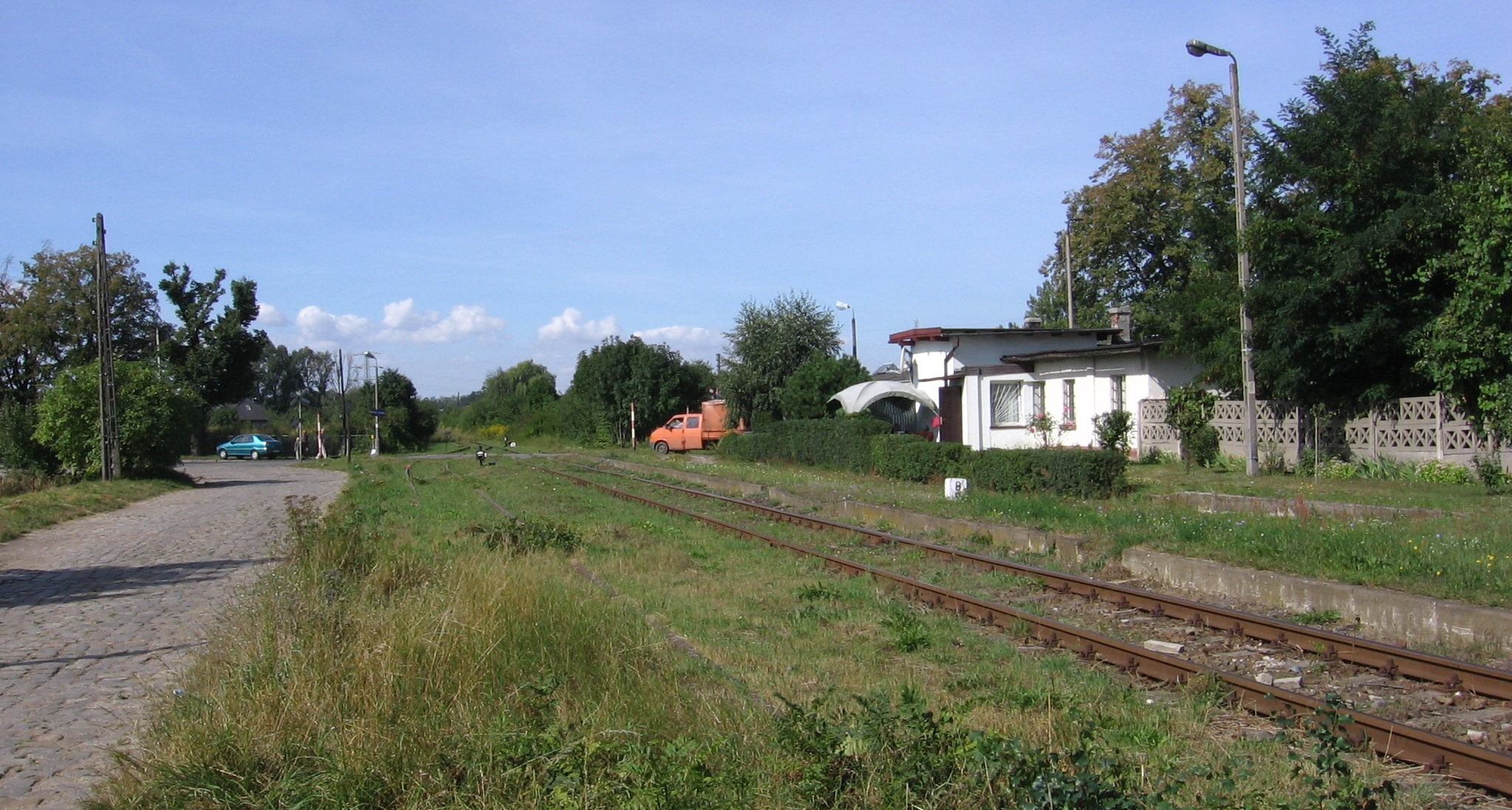
dawna stacja kolejowa

Partynice (niem. Hartlieb) – osiedle w południowej części Wrocławia, administracyjnie część osiedla Krzyki-Partynice. Graniczy z osiedlami Klecina, Ołtaszyn, Wojszyce i Krzyki oraz ze wsią Wysoka w gminie Kobierzyce. Wieś przyłączona do Wrocławia w 1928.

## Historia
Na skraju Partynic, w pobliżu rzeki Ślęzy, w Parku Klecińskim znajdowała się wybudowana w latach 1878–1882 Villa Ehrlich – letnia rezydencja wrocławskiego właściciela ziemskiego Juliusa Schottländera. Uległa ona poważnym uszkodzeniom w czasie oblężenia Festung Breslau, a jej zdewastowane i rozszabrowane resztki zachowały się jeszcze do lat 50. XX wieku, kiedy ostatecznie je rozebrano. Przy ulicy Karkonoskiej, obok gmachu Polskiego Radia, znajduje się słup graniczny miasta Wrocławia (zwany też „kamieniem stulecia”), jeden z sześciu identycznych, które ustawiono w latach 1900–1901 według projektu Karla Klimma i jeden z trzech, które zachowały się do dziś. W latach 1906 i 1936 w obrębie osiedla znaleziono największy archeologiczny depozyt bursztynu pochodzący z I w. p.n.e. o wadze przekraczającej jedną tonę (→ bursztynowy depozyt z Partynic).
W obrębie osiedla znajduje się wrocławski tor wyścigów konnych, nieistniejące już koszary (przed wojną – niemieckiej żandarmerii zmotoryzowanej, po wojnie – Armii Czerwonej i częściowo Ludowego Wojska Polskiego), cmentarz poległych w 1945 w szturmie na Wrocław oficerów Armii Czerwonej oraz gmach Polskiego Radia oraz publicznej Telewizji Polskiej.
Bezpośrednio po II wojnie światowej osiedle nosiło przejściowo nazwy Batonice oraz Patenice. Do roku 2000 XX wieku Partynice miały własną stację kolejową zlokalizowaną przy skrzyżowaniu linii kolejowej do Sobótki z ul. Ołtaszyńską (przy ul. Ożynowej), na kilometrze 8,500 od stacji Wrocław Główny; w roku 2022 reaktywowano przystanek kolejowy w związku z rewitalizacją tej linii. Nieco bliżej (na kilometrze 8,300) znajduje się nieużywana już dziś towarowa rampa rozładunkowa, a oprócz tego w pobliżu (po obu stronach stacji) znajdują się dwie bocznice kolejowe. Tuż po wojnie, nie dłużej niż do 1947 roku, znajdowały się tu nawet dwa przystanki kolejowe: na kilometrze 8,500 nazywał się Wrocław-Ujazdów, a przy bramie głównej toru wyścigów konnych, przy ul. Zwycięskiej (km 9,500) – Wrocław-Patenice.

## Tor wyścigowy
Największym obiektem jest wrocławski tor wyścigów konnych, którego budowę rozpoczęto w 1905, a pierwsze wyścigi odbyły się 5 lipca 1907 i odbywają się do dziś (z przerwą w okresie 1943-1953). Projektantem kompleksu był R. Jürgens z Hamburga. Z tego okresu zachowały się drewniane kryte trybuny oraz tzw. pawilon herbaciany, oba z 1907.